# Phyllachora brasiliensis
Phyllachora brasiliensis är en svampart som beskrevs av Speg. 1881. Phyllachora brasiliensis ingår i släktet Phyllachora och familjen Phyllachoraceae.   Inga underarter finns listade i Catalogue of Life.